# Skórcz
Skórcz (deutsch Skurz, 1942–1945 Großwollental) ist eine Stadt in Polen und liegt im Powiat Starogardzki der Woiwodschaft Pommern. Neben der Stadtgemeinde besteht auch die Landgemeinde Skórcz.

## Geschichte
Der Ort wurde 1339 und 1342 als Schorcz („dorf zcu Schorcz“ bzw. „ad pontem Schorcz“) mit späterer Schreibweise „Skurcz“ im westlichen Preußen dokumentiert. Die Ortschaft liegt nahe der Tucheler Heide. Nach einer Nachricht bei der katholischen Kirche in Skórcz erhielt 1339 der Schulze Dietrich von Dalwin (bei Dirschau) das Dorf Schoritz unter der Bedingung, es mit Bauern zu besiedeln und der Kirche sechs Hufen zu verleihen.
Weitere frühe Schreibweisen sind „Scorz“ 1354, „Schortz“ 1458, „Skorcz“ 1570 und „Skurcz“ 1596.
Manche Forscher vermuten die Herleitung des heutigen Namens vom kaschubischen „szpaka“/„skore“, also Star oder Haut. Der Star ist auch, zusammen mit einem Greif, in das Wappen eingearbeitet. Eine alte Skórczer Legende trägt den Titel „Greif, Star und Kind“. Sie besagt, dass ein edler Adler ein geraubtes Kind dem Räuber in einem Luftkampf entrissen und es so gerettet habe.
Archäologische Funde zeigen, dass das Gebiet schon in der Zeit um 2500–1700 v. Chr. bewohnt war. In der Stadt ergaben sich drei archäologische Zufallsfunde aus der Hallstattzeit (650–400 v. Chr.). Daraus wird geschlossen, dass das Scurgum der Germania magna bzw. das heutige Skórcz zu den ältesten Siedlungen im jetzigen Pommern gehört. Der Ort Skórcz rechnet mit einem eigenen Alter von über 2000 Jahren. Es wird zudem angenommen, dass es im frühen Mittelalter bereits eine erste hölzerne Kirche gegeben habe.
Es ist bekannt, dass seit der Römerzeit der kommerzielle Handel auf den Bernsteinstraßen vom Mittelmeer bis zur Nordsee und Ostsee bis zu den Bernsteinfeldern im Land der Aesten/Prußen führte.
Wiederholte Versuche der seit dem 10. Jahrhundert erschienenen Polanen/Polen, das Land der Pommern/Pommerellen und Prußen zu erobern, brachte die Polen mehrmals in das Gebiet um den Ort. Während des Dreizehnjährigen Krieges wurde in der Nähe von Skórcz im August 1457 eine blutige Schlacht ausgetragen, in der die polnische Armee (etwa 300 Personen) einen Sieg über den Deutschen Orden erringen konnte (eine schwere moralische Bedeutung für die weitere Kriegführung). Auf der Seite des Ordens wurden etwa 50 Menschen getötet, und etwa 30 gerieten in polnische Gefangenschaft.
Nach dem Frieden von Thorn im Jahre 1466 entwickelte sich das westliche preußische Skórcz zu einem königlichen Dorf. 1570 galt es als bedeutendes Handelszentrum. Gezählt wurden 30 Bauern, neun Handwerkstätten, zwei Tavernen, ein Stall, ein Weinproduzent und eine Wassermühle. Diese Entwicklung wurde durch die Zerstörung im Zuge der beiden schwedischen Kriege (1626–1629 und 1655–1660) beeinträchtigt. König Władysław IV. bestätigte mit Urkunde vom 6. Juli 1645 das Privileg des Dorfes, und Johann III. Sobieski schenkte ihm eine Wassermühle (noch im Jahr 1818 wurde dem Müller Rudolf Werth das Privileg auf den Betrieb von Wasser angetriebener Mühlräder bestätigt).
Bei der Wiedervereinigung des westlichen und östlichen Preußens in eine gemeinsame Regierung bei der Polnischen Teilung von 1772 gab es wie auch in anderen Teilen Westpreußens einen starken polnischen Sprachanteil in Skórcz. Beispielsweise waren 1773 von 513 Einwohnern nur 106 deutschsprachig. Die Preußen nahmen die Germanisierung in der folgenden Zeit mit großem Eifer vor.
Ein Höhepunkt in der Geschichte der Stadt war die Einrichtung der Post im Jahr 1823. Im Jahre 1833 regte Superintendent Johann Carl Kriese, Preußisch Stargard, die Errichtung eines eigenen evangelischen Pfarrsystems für Skurz und die umliegende Gegend an.

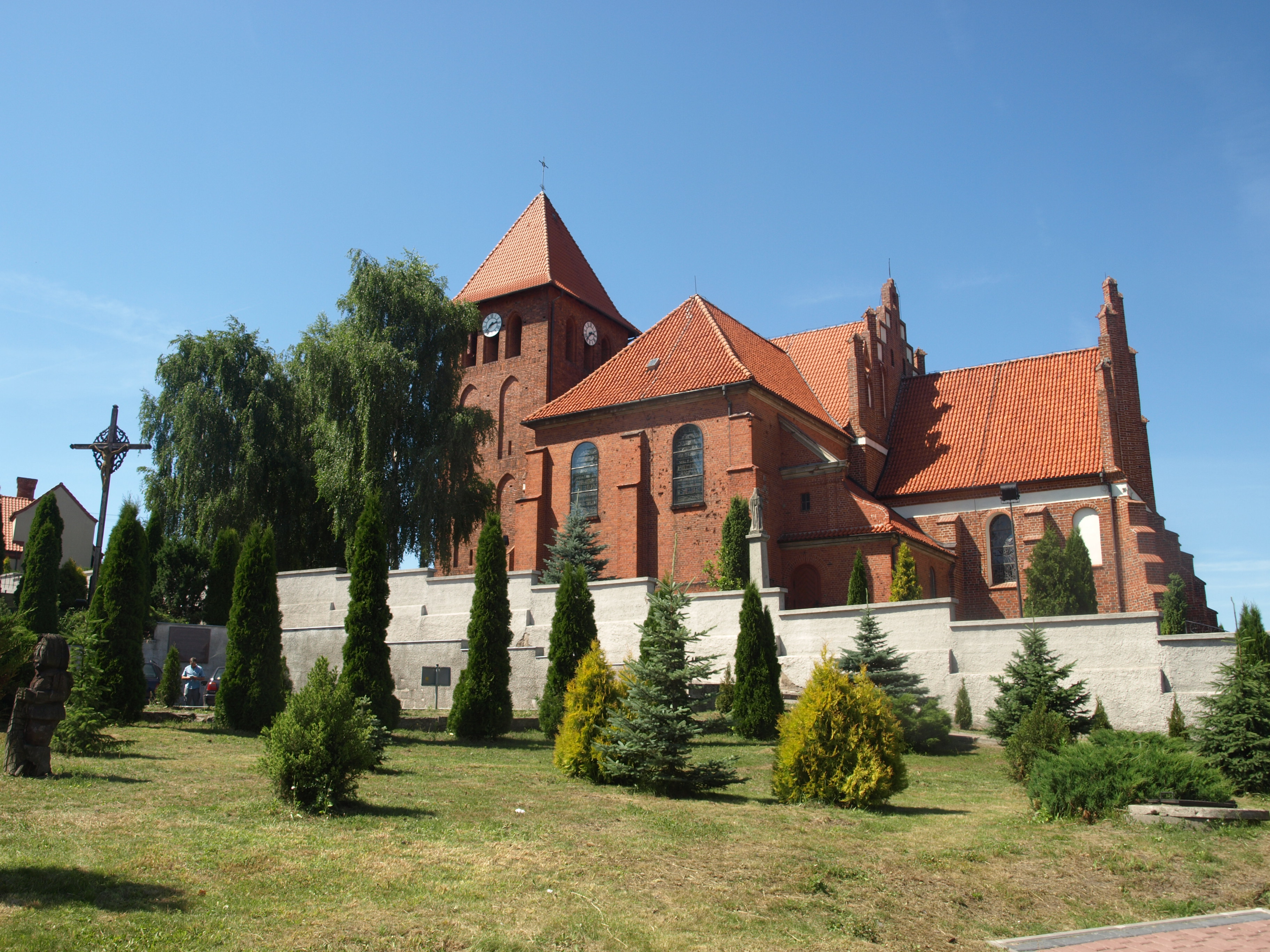
Die Kirche in Skórcz

1867 lebten in 200 Häusern 1702 Menschen, darunter 1318 Katholiken (vor allem polnischsprachig), 348 Protestanten und 35 Juden (vor allem deutschsprachig).
Es gab eine kleine Wassermühle (1909 neu errichtet), eine Brauerei, zwei Windmühlen, ein Sägewerk, eine Zimmerei, eine Ziegel- und Keramikfabrik und eine Apotheke sowie einen Arzt. Einmal im Monat tagte das Amtsgericht. Skurz war zugleich Sitz der Verwaltung der Siedlungen Boraszewo, Guter Ritter Kręg, Mieliczek (Dorf) und Rysowo (Hof).
Ein großes Problem stellte damals die Arbeitslosigkeit dar. Etwa 150 Personen begaben sich in den Jahren 1867–1885 von Skórcz auf die Suche nach Arbeit und wanderten aus. Dadurch sank die Bevölkerung im August auf 1555 Personen. Erst später gab es wieder einen positiven Wandel, als die Kommunikation entwickelt wurde. So wurde in den Jahren 1885–1887 die Wegeverbindung Stargard (jetzt Starogard Gdański) wiederhergestellt. Skórcz erhielt zudem eine Bahnverbindung mit Preußisch Stargard (1903–1905) und Schmentau (1902) und Czersk (1908).
In Skórcz gab es polnische Organisationen und Institutionen, die gegen die Germanisierung angingen: Towarzystwo Śpiewu „Lutnia“, Towarzystwo Czytelni Ludowych, Towarzystwo Ludowe, Zjednoczenie Zawodowe Polskie (Gesangverein „Laute“, Lese-Gesellschaft, Folklore-Verein und Föderation des Professionellen Polnisch).
1884 entstand ein haltloser Ritualmordvorwurf von Skurcz gegen Juden, die zu entsprechenden Ausschreitungen führten.
1886 wurde in Skórcz die erste Volksbank in Pommerellen eröffnet.
1875 zählte Skórcz 1924, 1880 2048, 1890 2016, 1905 2479 und 1910 2863 Einwohner.
Nach dem Vertrag von Versailles kehrte am 27. Januar 1920 wieder polnische Armee nach Skórcz zurück, und zwar mit einem lokalen Bataillon der Bürgergarde. Im Zeitraum 3. September 1920 bis 30. Juni 1921 bestand dieses hauptsächlich aus Arbeitern unter dem Kommando von Sylwester Langowski. In dieser Zeit wurde in Skórcz wenig zum Besseren geändert. Es gab auch hier Arbeitslosigkeit, Hunger und Elend, was zu Demonstrationen gegen die Regierung führte. Am 8. April 1934 erreichten diese ihren Höhepunkt, als etwa 400 bis 500 Menschen unter der Leitung des örtlichen Arbeiterführers Jan Kiedrowskiego Steine auf Polizisten warfen.
1939 bis 1942 hieß Skórcz zunächst wieder Skurz, dann Groß Wollenthal und 1942 bis 1945 Großwollental. Nach dem Einmarsch der Roten Armee und dem Ende des Zweiten Weltkrieges 1945 wurde der deutsche Teil der Bevölkerung vertrieben.

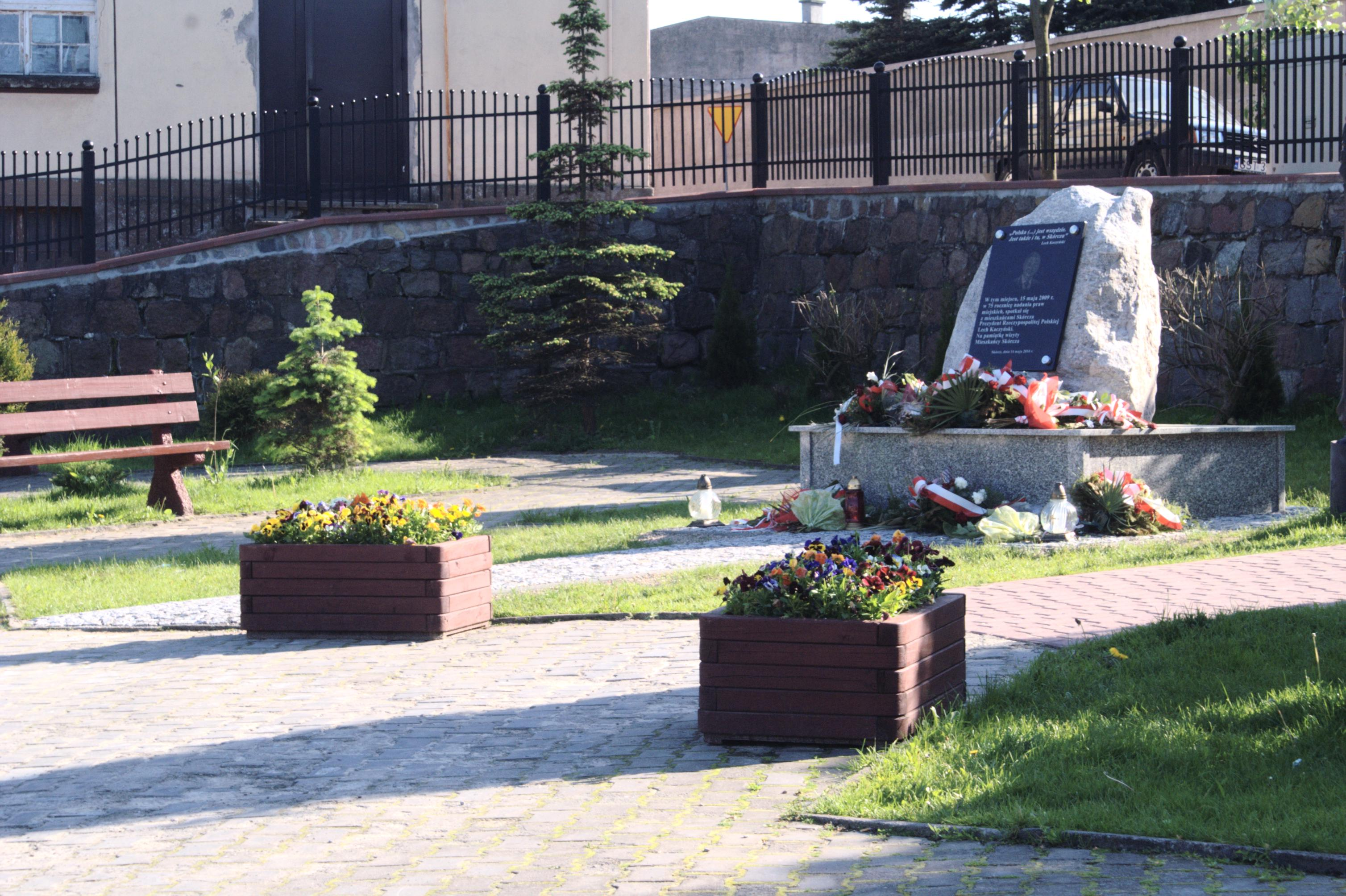
Ehrenmal für Lech Kaczyński in Skórcz

In den Jahren 1975 bis 1998 gehörte Skórcz administrativ zur Woiwodschaft Danzig.

## Verkehr
Im Bahnhof Skórcz zweigte die Bahnstrecke Skórcz–Skarszewy von der Bahnstrecke Smętowo–Szlachta ab.

## Söhne und Töchter der Stadt
- Willy Ernst (1878–1937), Ministerialdirigent und Mitbegründer des Zollgrenzschutzes
- Katarzyna Gdaniec (* 1965), Balletttänzerin und Choreografin
- Grzegorz Gajdus (* 1967), Langstreckenläufer, nahm an den Olympischen Sommerspielen 1996 teil
- Sławomir Pstrong (1975–2015), Film- und Fernsehregisseur, Drehbuchautor und Autor von Kurzgeschichten

## Personen mit Verbindung zur Stadt
- Franz Bulitta (1900–1974), Geistlicher Rat und kath. Pfarrer

## Landgemeinde Skórcz
Die Landgemeinde Skórcz, zu der die Stadt selbst nicht gehört, umfasst eine Fläche von 96,63 km² und hat 4639 Einwohner (Stand 31. Dezember 2020).